# Francesca Dulcet Albareda

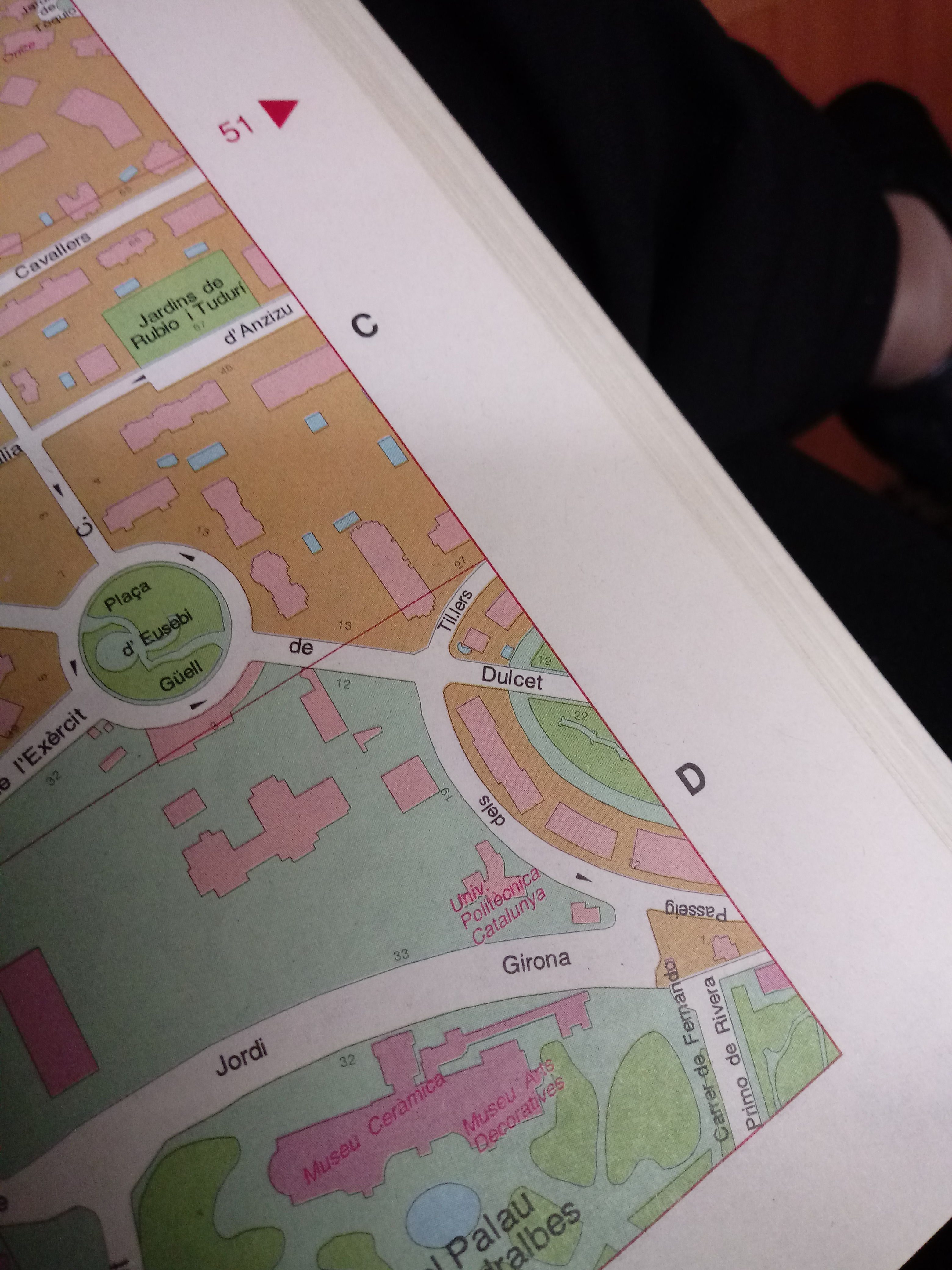

Francesca Dulcet Albareda (Barcelona, 9 de juliol de 1791 - Barcelona, 31 de desembre de 1862) fou l'àvia de l'industrial, polític i mecenes Eusebi Güell i Bacigalupi. Dona nom a un carrer de Barcelona.

## Biografia
Fou filla de Joan Dulcet i de Josepa Albareda. Dona amb una formació musical extraordinària. És casà amb Vicenç Bacigalupi i Litta (1782-1837), que fou vicecònsol de Sardenya a Mataró i fou fill de l'emigrant genovès Giovanni Bacigalupi. Francesca Dulcet fou coneguda en ambients culturals de la ciutat perquè organitzava tertúlies i concerts amb la presència habitual del filòsof Jaume Balmes i de Joan Güell i Ferrer.
Una de les seves filles, Francesca Bacigalupi i Dulcet (Horta, 1824 - Barcelona, 4 de gener de 1847) es casà el 1844 amb Joan Güell i Ferrer, però va morir de sobrepart vint dies després de donar a llum al seu fill Eusebi. Eusebi Güell i Bacigalupi va conviure amb la seva àvia.

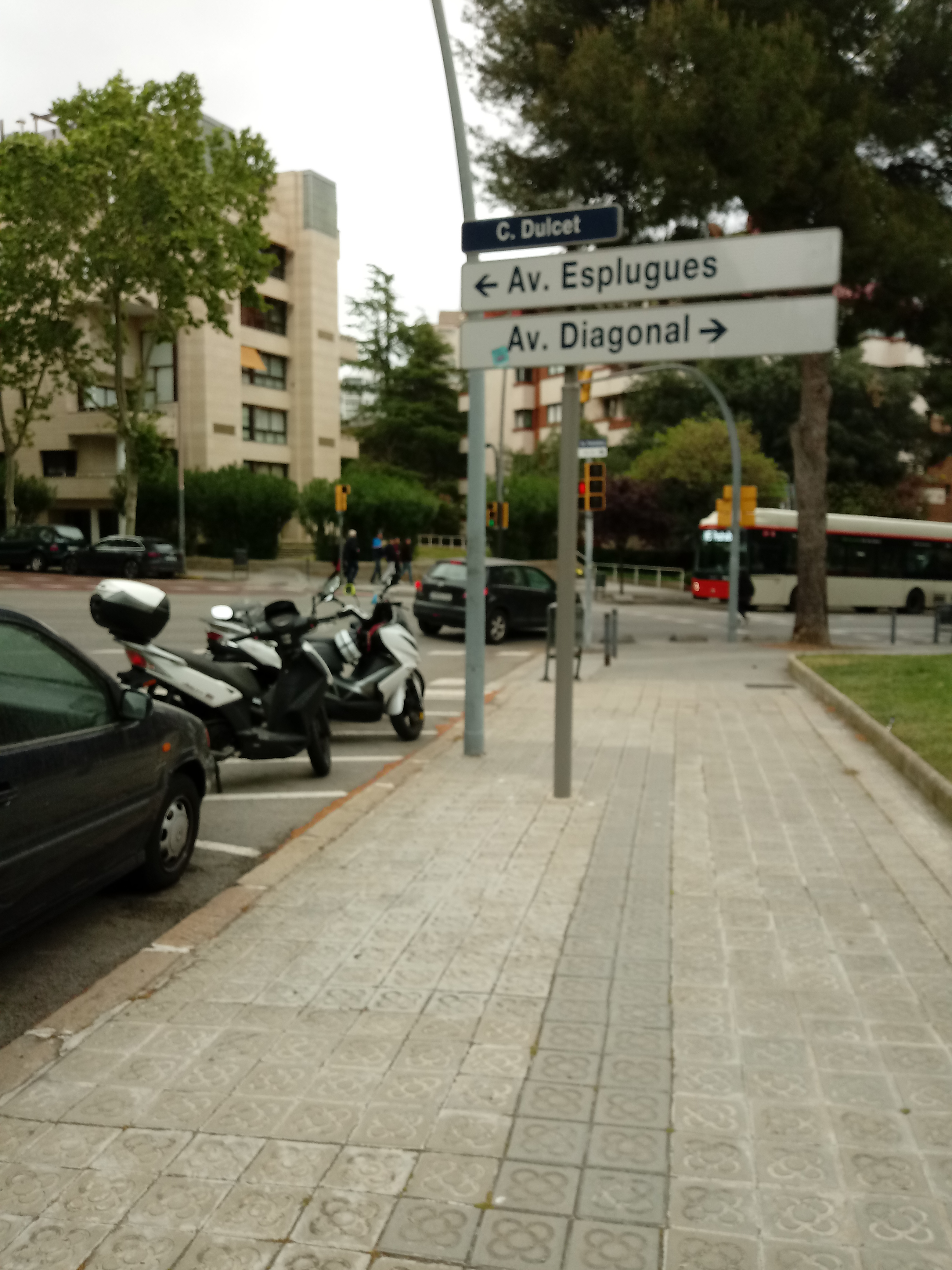

Actualment un carrer de Barcelona porta el seu nom. com a homenatge d'Eusebi Güell a la seva àvia. Segons l'Ajuntament de Barcelona, va vendre terrenys de Les Corts i Sarrià.